# Європалета

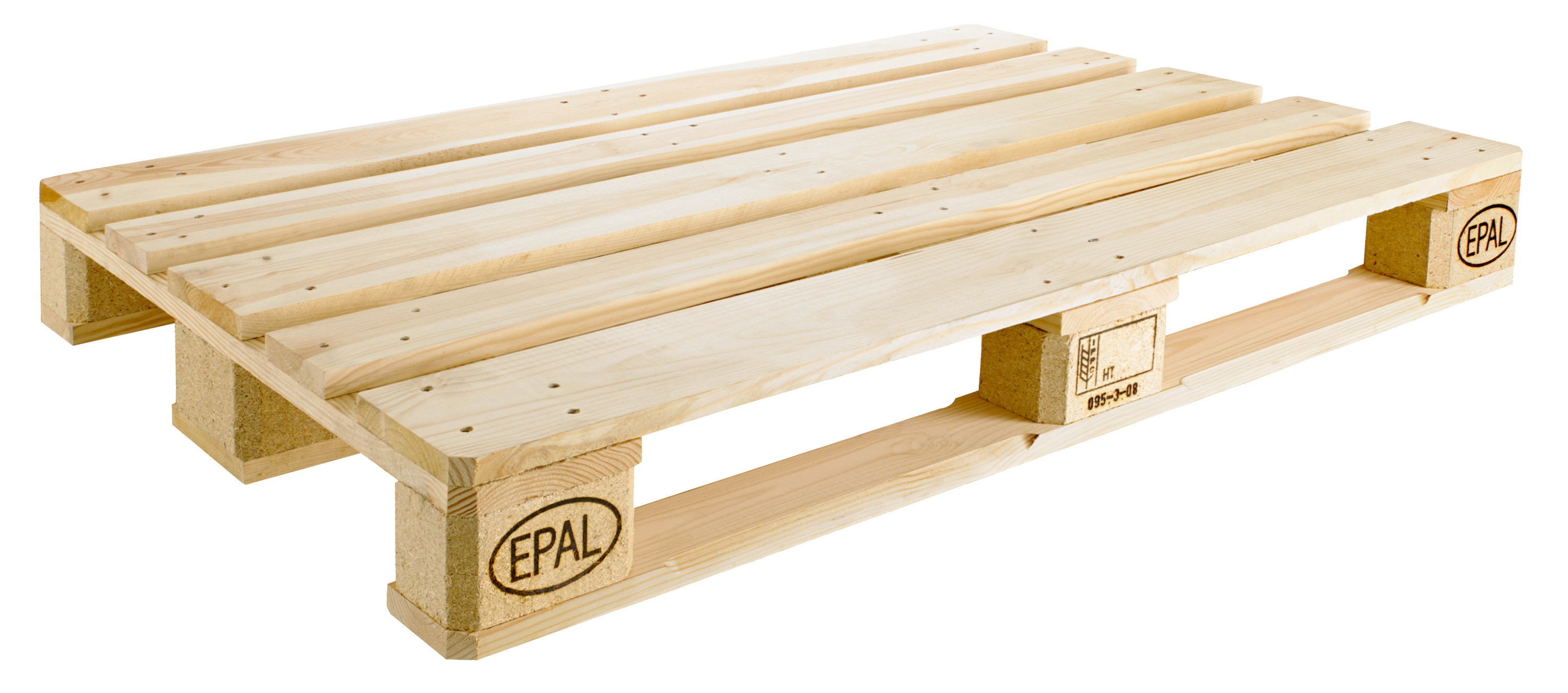
EUR-палета

EUR-палета (фр. EUR-pallet) — стандартизована у Європі палета, яка визначається Європейською асоціацією палет (EPAL). Єдиний європейський стандарт вантажних піддонів забезпечує їх безперервний обіг між постачальниками та дистриб'юторами товарів і вантажів.
Типова європалета має параметри 800 × 1200 × 144 мм та розрахована на розміщення вантажу до 1 500 кг.

## Історія
Історія сучасної європалети бере початок від стандартних дерев'яних палет, що використовувалися для залізничних перевезень. У 1961 році європейські залізниці заклали основи стандартизації вантажних палет під егідою UIC. Братами-винахідниками Свенссонами зі Швеції була розроблена перша стандартизована палета загального обігу. З використанням європалет можна було завантажити залізничні вагони на 90% швидше, ніж це здійснювалося раніше. У 1968 році асоціація також визначила стандартні параметри ґратчастого контейнера під розміри палети.
Після стандартизації більша частина європейської промисловості перейшла на використання європалет з оптимізованими для їх розміру вантажними автомобілями, навантажувачами та складськими приміщеннями. Національні асоціації розробили локальні угоди про обмін палет, згідно з якими вантаж доставлявся на європалетах, натомість постачальних отримував на заміну порожні для подальшого використання. Обіг європалет контролюються асоціацією, яка опікується питаннями їх виробництва, ремонту та вилучення з обігу непридатних для подальшої експлуатації. З інтеграцією європейського ринку обмінний обіг палет поширений і в транскордонних угодах.

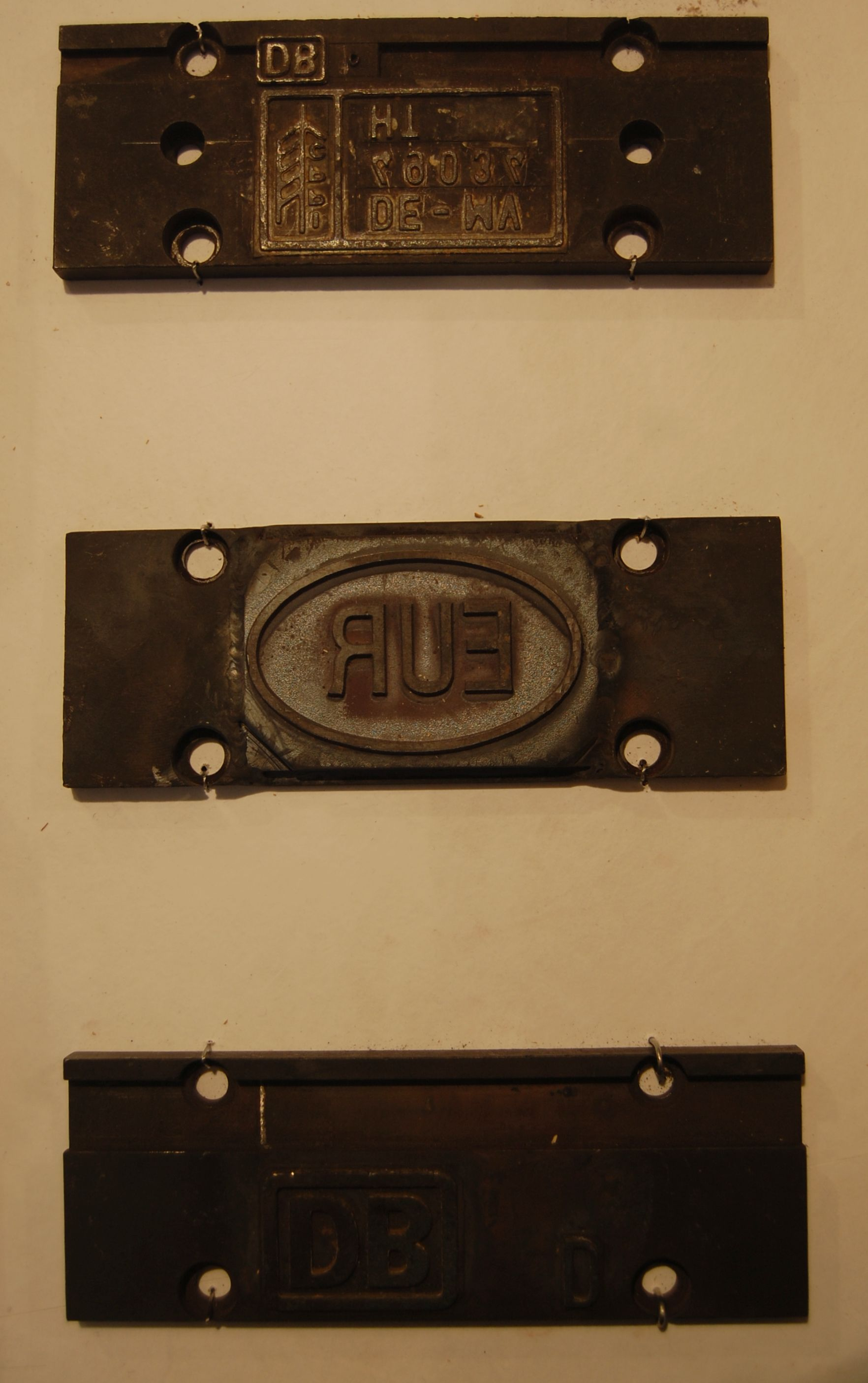
Брендові праски для маркування європалет

З успіхом стандартної європалети на ринок зайшли й підробки, у виробництві яких використовується несертифікована деревина. Європейські залізниці, яким належать торгові марки EUR/EPAL, створили окремий орган стандартизації. Європейська асоціація палет була заснована в 1991 році. Логотипи «EUR» та «EPAL» можуть використовувати лише ліцензіати асоціації.
Глобалізація ринку перевезень призвела до частково занепаду системи EUR / EPAL, оскільки EUR-палети не співставні з контейнерами стандартів ISO, що зумовило появу на ринку тари альтернативних типів палет. Однак європалета досі залишається найпоширенішим типом палет у світі. За оцінками, в обігу знаходиться від 350 до 500 мільйонів європалет Однією з переваг палети цього типу є те, що її ширина 800 мм підходить для проходу у звичайні двері (найпоширеніший тип дверей за стандартизацією DIN становить 850 на 2000 мм).
Похідні EUR-палети були розроблені для конкретної сфери використання. За палетою EUR (також відома як EUR-1) слідували розробки EUR-2 і EUR-3, які мають розмір 1200 мм × 1000 мм, що наближається до стандарту палет американського типу 1016 мм × 1219 мм. Поширеною у роздрібній торгівлі є палета EUR-6, яка має половину розміру EUR — 600 мм × 800 мм (напівпалета).
Для перевезення європалет є спеціальні похідні інтермодальні контейнери. Ці контейнери мають внутрішню ширину 2440 мм для зручного завантаження двох палет довжиною 1200 мм поруч. Чотирнадцятиметровий ширококутний контейнер для морських перевезень отримав широке визнання в інтермодальних перевезеннях, оскільки може замінити змінний кузов напівпричепа A-Behälter довжиною 13 670 мм, що є стандартним для вантажних перевезень у Європі. ЄС розпочав стандартизацію контейнеризації по всьому світі в рамках ініціативи EILU (European Intermodal Loading Unit).

## Типи європалет

Будова європалети

Поширеними є чотири типи європалет, що відрізняються розмірами та співвідношенням параметрів (поруч з альтернативними розмірами ISO):

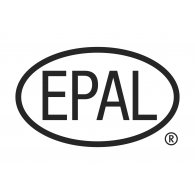
Логотип «EPAL» (в овалі)

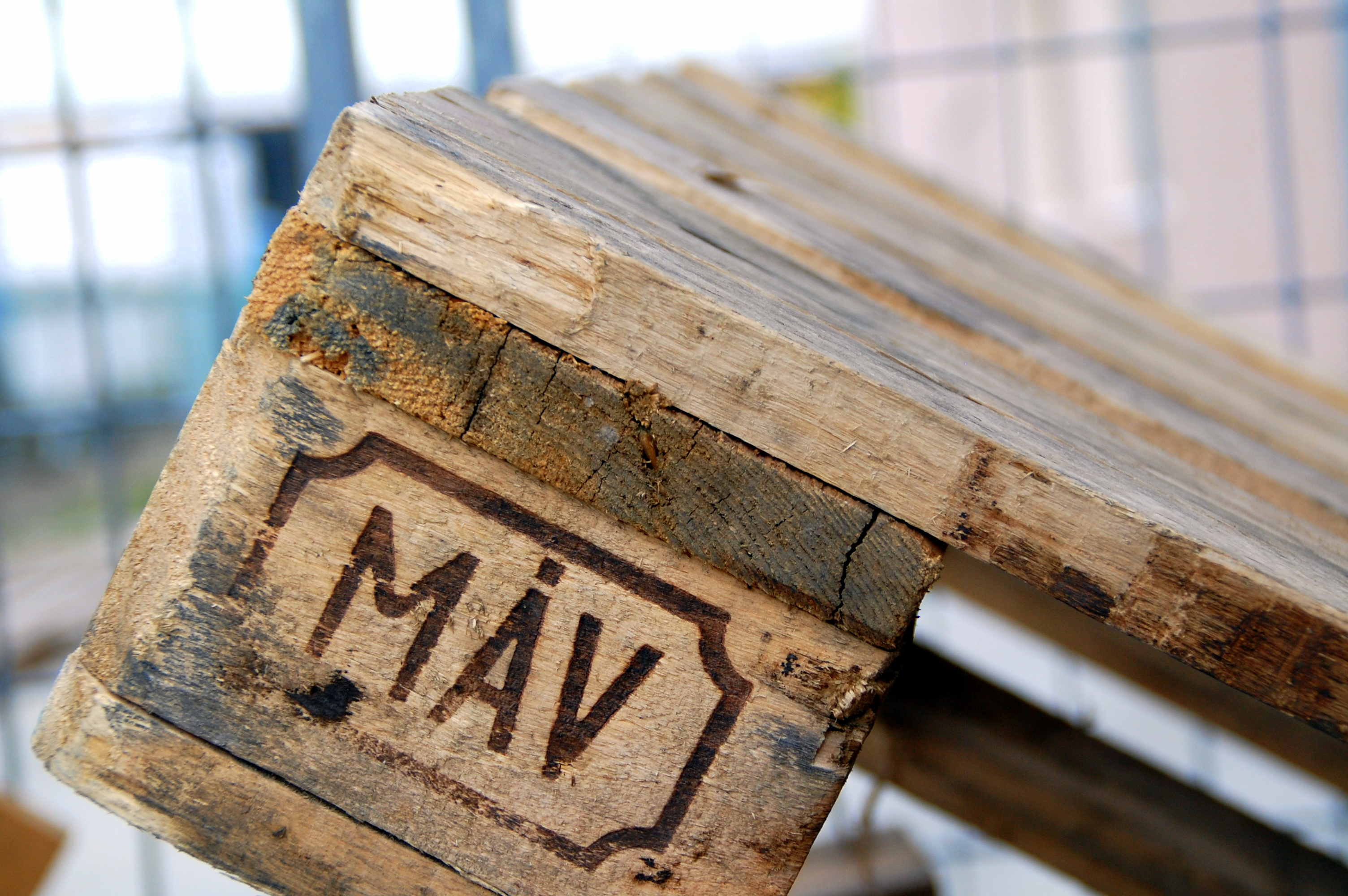
Палета з маркуванням «MÅV» (Угорських державних залізниць)

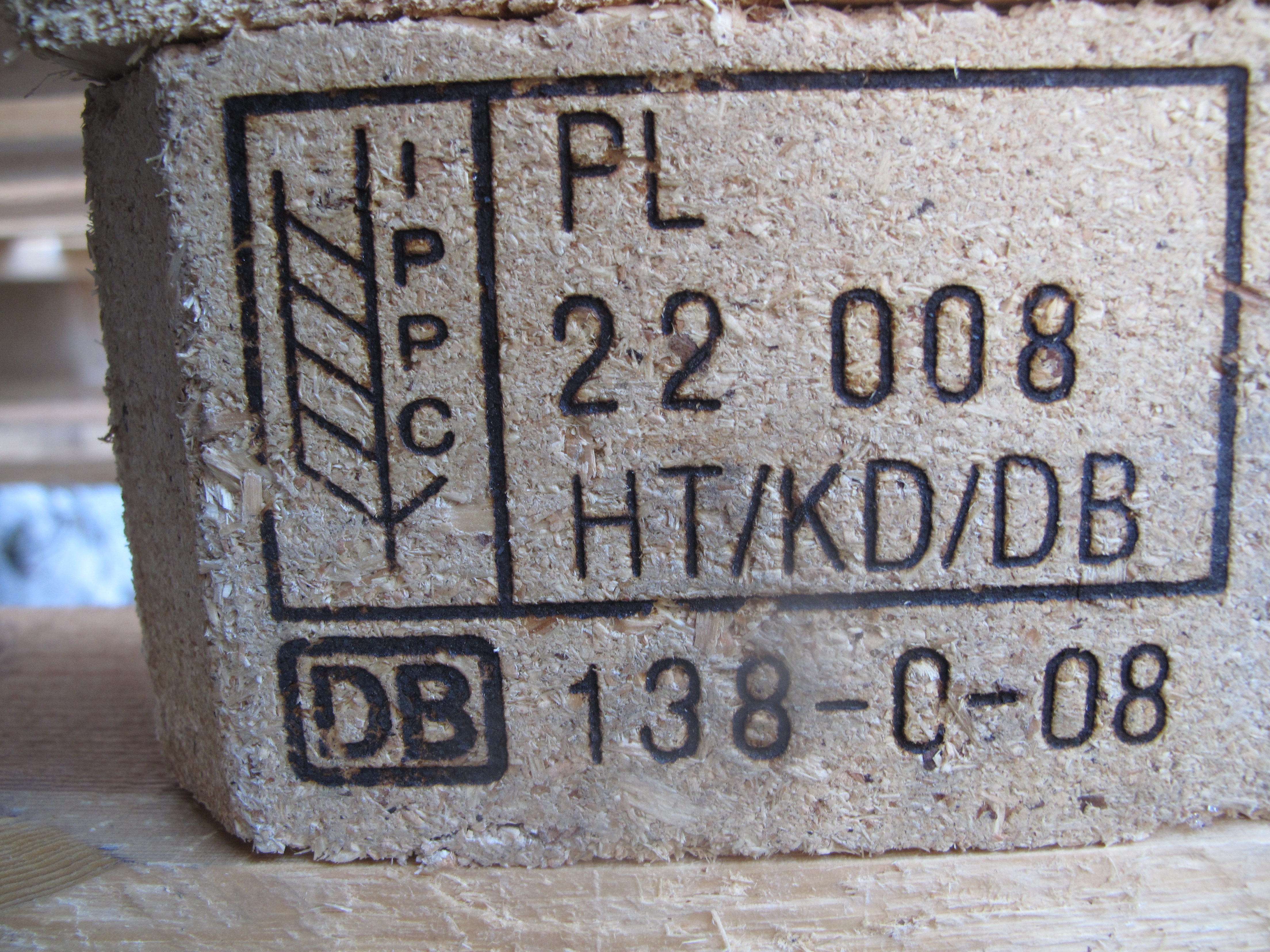
Маркування палети, виробленої у Польщі

| Тип        | Параметри (довж. × шир.) | Альтернативний розмір за ISO  |
| ---------- | ------------------------ | ----------------------------- |
| EUR, EUR 1 | 800 × 1200 мм            | ISO1, такого ж розміру як EUR |
| EUR 2      | 1200 × 1000 мм           | ISO2                          |
| EUR 3      | 1000 × 1200 мм           |                               |
| EUR 6      | 800 × 600 мм             | ISO0, вдвічі менша за EUR     |

| Палета               | Дошки (шт.) | Цвяхи (шт.)     | Блоки (шт.)            | Довжина (мм) | Ширина (мм) | Висота (мм) | Вага (кг) | Робоче навантаження (кг) | Макс. додаткове навантаження (кг) |
| -------------------- | ----------- | --------------- | ---------------------- | ------------ | ----------- | ----------- | --------- | ------------------------ | --------------------------------- |
| EPAL 1               | 11          | 78              | 9                      | 1 200        | 800         | 144         | 25        | 1 500                    | 4 000                             |
| EPAL 2               | 17          | 133             | 9                      | 1 200        | 1 000       | 162         | 35        | 1 250                    | 4 250                             |
| EPAL 3               | 13          | 84              | 9                      | 1 200        | 1 000       | 144         | 30        | 1 500                    | 4 500                             |
| EPAL 6 (напівпалета) | 13          | 69              | 9                      | 800          | 600         | 144         | 9,5       | 500                      | 2 000                             |
| EPAL 7 (напівпалета) | 13          | 42 +21 заклепка | 3 + 6 кронштейнів 3 мм | 800          | 600         | 163         | 9,5       | 500                      | 1 500                             |

| Код        | Країна               |
| ---------- | -------------------- |
| A          | Австрія              |
| B          | Бельгія              |
| BG         | Болгарія             |
| BIH        | Боснія і Герцеговина |
| BY або GUS | Білорусь             |
| CH         | Швейцарія            |
| DE         | Німеччина            |
| E          | Іспанія              |
| F          | Франція              |
| GB         | Велика Британія      |
| GR         | Греція               |
| H          | Угорщина             |
| HR         | Хорватія             |
| I          | Італія               |
| IRL        | Ірландія             |
| LT         | Литва                |
| LV         | Латвія               |
| NL         | Нідерланди           |
| PL         | Польща               |
| PT         | Португалія           |
| RO         | Румунія              |
| RUS        | Росія                |
| SE         | Швеція               |
| SK         | Словаччина           |
| SZ         | Словенія             |
| TR         | Туреччина            |
| UA         | Україна              |

## В Україні
В Україні параметри та вимоги до палет стандарту від 1987 року визначалися міждержавним ГОСТ 9557-87 (державний ДСТУ 9557-87) «Піддон плаский дерев'яний розміром 800х1200 мм. Технічні вимоги», однак Наказом №184 Українського науково-дослідного і навчального центру проблем стандартизації від 14 грудня 2015 року «Про скасування міждержавних стандартів в Україні, що розроблені до 1992 року» відповідний стандарт був скасований та припинив діяти в Україні від 1 січня 2018 року. Відтоді палети євростандарту в Україні виготовляються під маркуванням «UIC» та «EUR».
На 2017 рік в Україні працювало 14 сертифікованих виробників, 3 ремонтників та 15 трейдерів європалет.
У 2019 році Україна займала четверту позицію серед найбільших виробників EPAL-палет у Європі після Німеччини, Польщі та Італії.